# Peter Vogel (Pädagoge)
Peter Vogel (* 31. August 1947 in Berlin-Neukölln) ist ein deutscher Pädagoge.

## Leben
Peter Vogel wurde 1947 in Berlin-Neukölln geboren. Er studierte von 1968 bis 1971 an der Pädagogischen Hochschule Nürnberg der Universität Erlangen. Daran schloss sich von 1971 bis 1975 ein Promotionsstudium an der Universität Duisburg an, das er als Dr. paed. abschloss. 1983 habilitierte sich Vogel im Bereich Allgemeine Pädagogik. Nach Vertretungsprofessuren in Duisburg, Lüneburg und Koblenz-Landau wurde er 1995 zum Professor für Allgemeine Pädagogik an der Universität Dortmund berufen. Dort war er 1999–2010 Dekan der Fakultät Erziehungswissenschaft und Soziologie. Seit 2015 ist Peter Vogel im Ruhestand.

## Forschungsschwerpunkte
Schwerpunkte seiner Forschungstätigkeit sind die „disziplinäre Identität“ der Erziehungswissenschaft, die Lehrgestalt in der Erziehungswissenschaft und die Entstehung der Erziehungswissenschaft im Übergang zur Moderne.

## Publikationen (Auswahl)
- W. Müller/P. Vogel (Hrsg.): Aufsätze zur Grundlegung kritischer Pädagogik. Nürnberg 1972, 100 S.
- W. Müller/P. Vogel (Hrsg.): Aufsätze zu Problemen des Unterrichts Nürnberg 1972, 157 S.
- P. Vogel: Die bürokratische Schule. Unterricht als Verwaltungshandeln und der pädagogische Auftrag der Schule. Kastellaun 1977, 203 S.
- P. Vogel/I. Stiegler: Bibliographisches Handbuch zum Philosophieunterricht. Duisburg 1980, 306 S.
- P. Vogel: Schulrechtliche Rahmenbedingungen der Volksschule in Preußen (1919–1932). (Teilprojekt im Rahmen der „Forschungsstelle für Schulgeschichte“ an der Universität Duisburg) Duisburg 1981, 98 S.
- W. Fischer/P. Vogel (Hrsg.): Die Philosophie im Rahmen der Bildungsaufgabe der Sekundarstufe II. Duisburg 1983, 170 S.
- D.-J. Löwisch / J.Ruhloff / P.Vogel (Hrsg.): Pädagogische Skepsis. Festschrift für Wolfgang Fischer. Sankt Augustin 1988, 288 S.
- P. Vogel: Kausalität und Freiheit in der Pädagogik. Studien im Anschluß an die Freiheitsantinomie bei Kant. Frankfurt/Bern 1990, 161 S.
- P. Vogel: Zur Wirkungsgeschichte Kants in der Pädagogik. Studienbrief der Fernuniversität Hagen (Doppelkurseinheit). Hagen 1993, 102 S.
- K. Helmer/N. Meder/K. Meyer-Drawe/P. Vogel (Hrsg.): Spielräume der Vernunft. Jörg Ruhloff zum 60. Geburtstag. Würzburg 2000, 430 S.
- H.-U. Otto/T. Rauschenbach/P. Vogel (Hrsg.): Erziehungswissenschaft: Politik und Gesellschaft (= Erziehungswissenschaft in Studium und Beruf Bd. 1). Opladen 2002, 226 S.
- H.-U. Otto/T. Rauschenbach/P. Vogel (Hrsg.): Erziehungswissenschaft: Lehre und Studium (= Erziehungswissenschaft in Studium und Beruf Bd. 2). Opladen 2002, 281 S.
- H.-U. Otto/T. Rauschenbach/P. Vogel (Hrsg.): Erziehungswissenschaft: Professionalität und Kompetenz (= Erziehungswissenschaft in Studium und Beruf Bd. 3). Opladen 2002, 262 S.
- H.-U. Otto/T. Rauschenbach/P. Vogel (Hrsg.): Erziehungswissenschaft: Arbeitsmarkt und Beruf (= Erziehungswissenschaft in Studium und Beruf Bd. 4). Opladen 2002, 228 S.
- L. Wigger/E. Cloer/J. Ruhloff/P. Vogel/C. Wulf (Hrsg.): Forschungsfelder der Allgemeinen Erziehungswissenschaft (= 1. Beiheft der Zeitschrift für Erziehungswissenschaft) Opladen 2002, 256 S.
- P. Kauder/P. Vogel (Hrsg.): Lehrbücher der Erziehungswissenschaft – ein Spiegel der Disziplin? Bad Heilbrunn 2015, 165 S.
- P. Vogel: Demokratisierung des Bildungswesens. In: Enzyklopädie Erziehungswissenschaft, Bd. 9, Sekundarstufe II. Teil 2: Lexikon (Hrsg. von H. Blankertz u. a.). Stutt-gart 1983, S. 217–220.
- P. Vogel: Zum Zusammenhang pädagogischer Wissensformen. In: Vierteljahrsschrift für wissenschaftliche Pädagogik, 62. Jg. 1986, S. 472–486.
- P. Vogel: Von der dogmatischen zur skeptischen Pädagogik. In: D.-J. Löwisch / J.Ruhloff / P.Vogel (Hrsg.): Pädagogische Skepsis. Festschrift für Wolfgang Fischer. Sankt Augustin 1988, S. 35–47.
- P. Vogel: Demokratisierung des Bildungswesens. In: Enzyklopädie Erziehungswissenschaft, Bd. 9, Sekundarstufe II. Teil 2: Lexikon (Hrsg. von H. Blankertz u. a.). Stuttgart 1995, S. 217–220 (Wiederabdruck von 1983).
- P. Vogel: Stichwort: Allgemeine Pädagogik. In: Zeitschrift für Erziehungswissenschaft 1. Jg. (1998), S. 157–180.
- P. Vogel: Überlegungen zu einem Kerncurriculum Erziehungswissenschaft. In: Zeitschrift für Pädagogik 45 (1999), Heft 5, S. 733–740.
- P. Vogel: Themen, Disziplinarität und Professionsbezug des erziehungswissenschaftlichen Studiums. In: Vierteljahrsschrift für wissenschaftliche Pädagogik 78 (2002), S. 280–292.
- P. Vogel: Kann die Selbstbeobachtung der Erziehungswissenschaft zu ihrem theoretischen Fortschritt beitragen? In: D. Hartwich/C. Swertz/M. Witsch (Hrsg.): Mit Spieler. Überlegungen zu nachmodernen Sprachspielen in der Pädagogik (Norbert Meder zum 60. Geburtstag). Würzburg 2007, S. 223–231.
- P. Vogel: Zu welchem Zweck studiert man Erziehungs- und Bildungstheorien? Zur Lehrgestalt der Allgemeinen Pädagogik in modularisierten Studiengängen. In: D. Gaus/E. Drieschner (Hrsg.): „Bildung“ jenseits pädagogischer Theoriebildung?. Wiesbaden 2010, S. 311–322.
- P. Vogel: Die Rolle der Lehrbücher innerhalb der „Lehrgestalt“ der Erziehungswissenschaft – eine Problemskizze. In: P. Kauder/P. Vogel (Hrsg.): Lehrbücher der Erziehungswissenschaft – ein Spiegel der Disziplin? Bad Heilbrunn 2015, S. 139–153
- P. Vogel: Die Erziehungswissenschaft und ihr Wissen: Selbstkritik, Thematisierungsformen, Analytik. In: Zeitschrift für Pädagogik 62 (2016) Heft 4, S. 452–473